# Monique de Bruin
Monique de Bruin (Hoogland, 8 de julio de 1965) es una deportista neerlandesa que compitió en ciclismo en las modalidades de ruta y pista.
Ganó una medalla de bronce en el Campeonato Mundial de Ciclismo en Pista de 1988, en la carrera por puntos. En carretera obtuvo la medalla de plata en el Campeonato Mundial de Ciclismo en Ruta de 1991, en la contrarreloj por equipos.

## Medallero internacional

### Ciclismo en pista
| Campeonato Mundial | Campeonato Mundial | Campeonato Mundial | Campeonato Mundial |
| Año                | Lugar              | Medalla            | Competición        |
| ------------------ | ------------------ | ------------------ | ------------------ |
| 1988               | Gante (Bélgica)    | Medalla de bronce  | Puntuación         |

### Ciclismo en ruta
| Campeonato Mundial | Campeonato Mundial   | Campeonato Mundial | Campeonato Mundial       |
| Año                | Lugar                | Medalla            | Competición              |
| ------------------ | -------------------- | ------------------ | ------------------------ |
| 1991               | Stuttgart (Alemania) | Medalla de plata   | Contrarreloj por equipos |